# Conchidium muscicola
Conchidium muscicola är en orkidéart som först beskrevs av John Lindley, och fick sitt nu gällande namn av Stephan Rauschert. Conchidium muscicola ingår i släktet Conchidium, och familjen orkidéer. Inga underarter finns listade i Catalogue of Life.